# Pottsuse

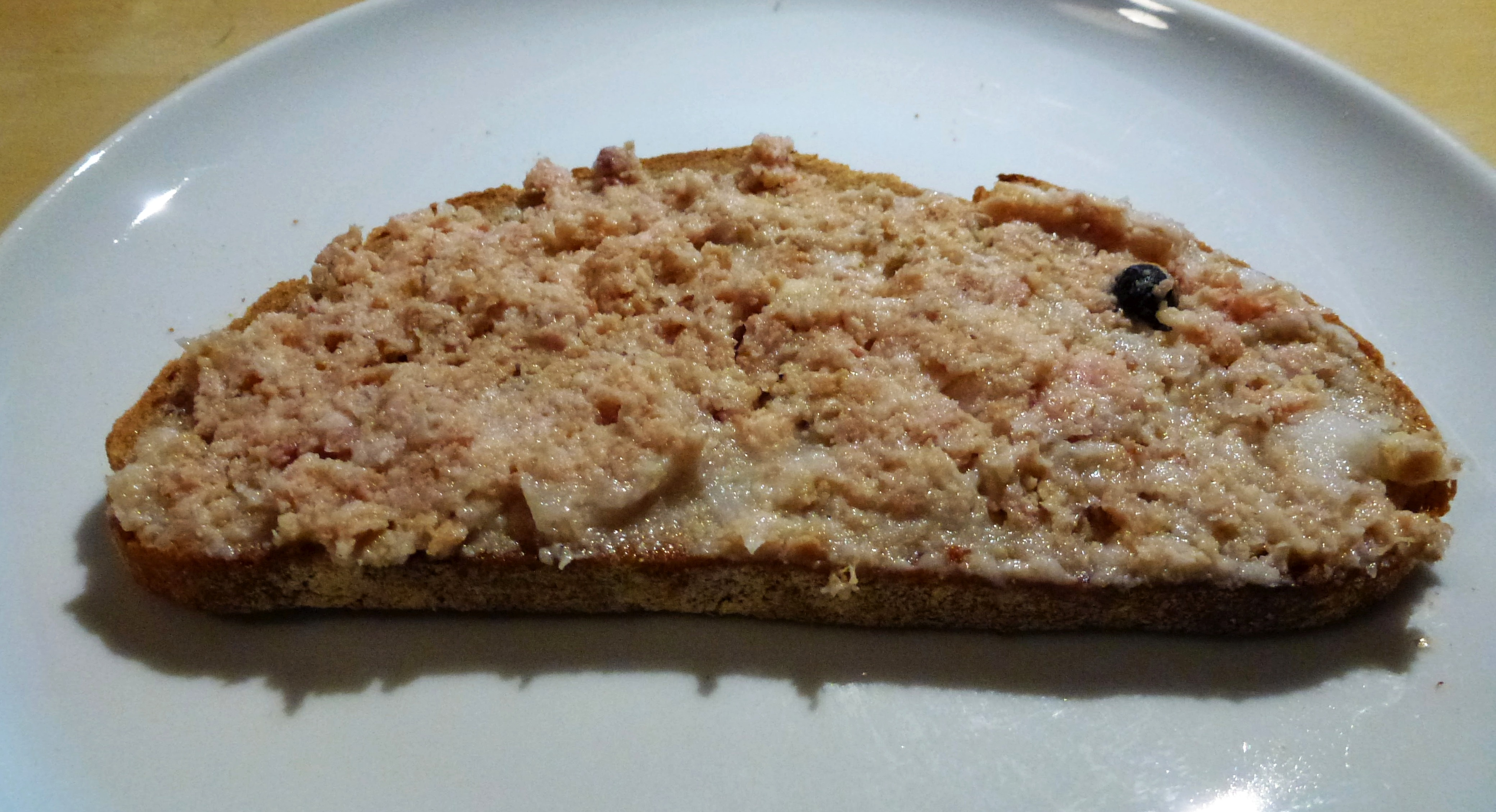
Pottsuse auf Brot

Pottsuse ist ein Brotaufstrich aus Schweinefleisch, Schmalz und Gewürzen. Sie gehört zu den Spezialitäten der Magdeburger Börde und der Harzregion in Sachsen-Anhalt.
Der Name Pottsuse stammt aus der Niederdeutschen Sprache der Börde.

„Die besten gebratenen Stücke vom Fleisch der Halswirbel siedet man über dem Feuer so lange im Schweineschmalz, bis die Masse im Topf (sprich: Pott!) zu sausen — susen — beginnt. Heiß gießt man die Pottsuse in tiefe Schüsseln und läßt sie erkalten.“

1939 wurde die Zubereitung der Pottsuse als Brotaufstrich empfohlen, da sie einfach herzustellen, reich an Fetten und in zugedeckten Tontöpfen vier Wochen haltbar war. Heute wird sie als Konserve oder im Glas verkauft.
Zur Zubereitung wird durchwachsenes, zerkleinertes Schweinefleisch wie Schulter oder Nacken angebraten und für mehrere Stunden mit Schmalz oder fettem Speck, etwas Wasser und Gewürzen wie Salz, Pfeffer, Zwiebel, Lorbeer, Majoran, Pimentkörnern und Thymian gegart, bis das Fleisch zu Fasern zerfällt. Die fertige Masse wird noch heiß in Gläser gefüllt.
Ähnliche Zubereitungen sind Schmalzfleisch, Verhackert und die französischen Rillettes.